# SSW-33 Ural
SSW-33 Ural – radziecki, następnie rosyjski okręt dowodzenia i rozpoznania o napędzie atomowym. Jedyny okręt projektu 1941 Titan (oznaczenie kodowe NATO: Kapusta). Kadłub SSW-33 został zaadaptowany z krążowników rakietowych projektu 1144. Pierwotnie projektowany jako okręt projektu 1153 – nowy lotniskowiec atomowy z pełnym pokładem. Budowa jednak została wstrzymana w 1983, gdy okręt był już ukończony w 50% i nie była kontynuowana przez następne 5 lat. Następnie zdecydowano, że kadłub jest zbyt mały, aby mógł z niego startować samolot, a nowy system katapult przeznaczony dla tego okrętu zawiódł. Później kadłub został użyty do budowy okrętu komunikacyjnego projektu 1941 (oznaczenie radzieckie typu Titan). Pełnił rolę okrętu dowodzenia oraz okrętu zwiadu elektronicznego, śledzenia rakiet, śledzenia kosmosu i okrętu łączności. Wchodził w skład Floty Pacyfiku. Z powodu wysokich kosztów SSW-33 został wycofany ze służby i od 2001 roku był używany jako elektrownia, stojąc zacumowany w porcie Rosyjskiej Floty Pacyfiku koło miasta Fokino. W 2008 roku sprzedany na złom, rozebrany w 2018 roku.